# اریک آلاردت
اریک آلاردت (انگلیسی: Erik Allardt؛ ۹ اوت ۱۹۲۵ – ۲۵ اوت ۲۰۲۰) جامعه‌شناس اهل فنلاند بود.